# Фицуильям, Уильям, граф Саутгемптон
Уильям Фицуильям (англ. William FitzWilliam; примерно 1490, Олдварк, Йоркшир, Королевство Англия — 15 октября 1542, Ньюкасл-апон-Тайн, Нортумберленд, Королевство Англия) — английский аристократ, 1-й граф Саутгемптон с 1537 года, кавалер ордена Подвязки. Занимал должности лорда-казначея (1525—1537), лорда-хранителя Малой печати (1540—1542). Потомства не оставил, так что графский титул после его смерти вернулся короне.

## Биография
Уильям родился примерно в 1490 году в семье сэра Томаса Фицуильяма и Люси Невилл, дочери Джона Невилла, 1-го маркиза Монтегю (племянницы «делателя королей» графа Уорика). Вскоре после этого сэр Томас умер, а его вдова вышла замуж во второй раз — за влиятельного придворного сэра Энтони Брауна-старшего. Таким образом, Уильям приходился единоутробным братом Энтони Брауну-младшему. Возможно, именно благодаря своему родству с Браунами он был выбран компаньоном Генриха Тюдора, принца Уэльского (впоследствии короля Англии Генриха VIII), и воспитывался вместе с ним. После коронации Генриха в 1509 году Фицуильям был назначен королевским виночерпием и постепенно набрал влияние. В 1512 году Уильям служил на море под началом Томаса Грея, 2-го маркиза Дорсета, и сэра Эдуарда Говарда, во время неудачного нападения на Брест был тяжело ранен арбалетным болтом. В 1513 году он сопровождал Генриха VIII в его французском походе в качестве эсквайра тела короля, на следующий день после взятия Турне был посвящён в рыцари. В ноябре того же года Фицуильям женился на Мабель Клиффорд, дочери видного аристократа Генри Клиффорда, 10-го барона де Клиффорда.
В 1513—1525 годах сэр Уильям занимал посты вице-адмирала и адмирала и защищал Ла-Манш от французских пиратов. В 1520 году он присутствовал при встречах Генриха VIII с королём Франции Франциском I на Поле золотой парчи и с императором Карлом V в Гравелине. В 1521—1522 годах Фицуильям был послом во Франции. За свои усилия он удостоился похвалы кардинала Уолси. В 1522 году, во время очередной войны с Францией, Фицуильям во главе флота блокировал Брест и три месяца патрулировал побережье Бретани, но никаких заметных результатов не добился. В 1524 году он стал капитаном Гина, в 1525 — лордом-казначеем и в этом качестве занял место в Тайном совете. В 1526 году сэр Уильям стал кавалером ордена Подвязки, в 1529 — канцлером герцогства Ланкастерского. С 1529 года он заседал в нижней палате парламента как представитель графства Суррей; в 1537 году получил титул графа Саутгемптона и перешёл в Палату лордов.
Фицуильям представлял интересы короля в делах об измене его жён Анны Болейн и Екатерины Говард, участвовал в подавлении католического восстания, известного как «Благодатное паломничество», в раскрытии «заговора Эксетера». Именно он допрашивал Маргарет, графиню Солсбери, обвинённую в измене. В 1539 году, будучи адмиралом, сэр Уильям перевёз из Кале в Англию будущую четвертую жену Генриха VIII Анну Клевскую и после первой встречи с ней написал королю письма, восхваляющие Анну. Тем не менее Генрих остался недоволен невестой и расторг четвёртый брак вскоре после свадьбы.
С 1540 года Фицуильям был лордом-хранителем Малой печати. В 1542 году ему было поручено возглавить поход в Шотландию, но к тому моменту сэр Уильям был тяжело болен: в Ньюкасл-апон-Тайн его привезли на носилках. Граф умер через три дня после прибытия в этот город.

## Семья и наследство
Сэр Уильям был женат на Мабель Клиффорд, дочери Генри Клиффорда, 10-го барона Клиффорда, и его первой жены Анны Сент-Джон из Блетсо. Этот брак остался бездетным, так что титул графа Саутгемптона вернулся короне. В 1547 году он был создан заново для Томаса Ризли.
Подопечным Фицуильяма был несовершеннолетний Джордж Тэлбойс, 2-й барон Тэлбойс из Кайма. Сэр Уильям, по-видимому, серьёзно привязался к нему. После смерти барона в 1540 году, в возрасте примерно 17 лет, граф написал Генриху VIII: «Ваше Величество потеряли великое сокровище в милорде Тэлбойсе, которому, если бы милосердие Господне его сохранило, я бы, клянусь Богом, отдал всё, что у меня есть».